# 沈力 (篮球)
沈力（1969年5月14日—），上海人，中国退役女子篮球运动员，曾随中国国家队参加1996年夏季奥林匹克运动会女子篮球比赛，最终获得第九名。